# Coptorhynchus
Genre
Espèces de rang inférieur
- Coptorhynchus elegans

Synonymes
Stereogastrus (Marshall, 1956)
Coptorhynchus est un genre de coléoptères de la famille des Curculionidae, de la sous-famille des Entiminae et de la tribu des Celeuthetini. Les espèces sont trouvées en Asie du Sud-Est.